# Falkirk Football Club
El Falkirk Football Club es un club de fútbol de Escocia, con sede en Falkirk. Fue fundado en 1876 y compite en el Scottish Premiership, la primera categoría del fútbol escocés.

## Historia
Nadie sabe la fecha exacta de la fundación del club, pero lo más probable es que haya sido en 1876 y dos años después se unió a la Asociación Escocesa de Fútbol, siendo ya un equipo que podía entrar en la única competición existente: La Copa de Escocia. A pesar de ello la mayoría de partidos que disputaba eran de carácter amistoso.
Jugaron sus partidos en casa.en tres motivos diferentes durante este período. Abandonó este último en 1884 y se mudó a Brockville Park, que siguió siendo el campo del club durante 118 años
En los primeros años jugaron en varios estadios -Hope Street, Randyford Park y Blinkbonny Park-, para ya en 1885 marchar definitivamente a Brockville Park, que fue la sede del club hasta que en el 2004 pasaron a jugar al Falkirk Stadium.

## Palmarés

### Torneos nacionales
- Copa de Escocia (2): 1912-13, 1956-57
- Segunda División de Escocia (8): 1935-36, 1969-70, 1974-75, 1990-91, 1993-94, 2002-03, 2004-05, 2024-25
- Tercera División de Escocia (2): 1979-80, 2023-24
- Scottish Challenge Cup (4) : 1993-94, 1997-98, 2004-05, 2011-12

## Participación en competiciones de la UEFA
| Temporada | Torneo             | Ronda             | Club     | Casa | Visita     | Global |
| --------- | ------------------ | ----------------- | -------- | ---- | ---------- | ------ |
| 2009–10   | UEFA Europa League | 2ª Clasificatoria | FC Vaduz | 1–0  | 0–2 (t.e.) | 1–2    |